# 専門学校アレック情報ビジネス学院
専門学校アレック情報ビジネス学院（せんもんがっこうアレックじょうほうビジネスがくいん）とは、青森県八戸市にあるコンピューターを主とした能力を育成する専門学校である。アレック(ALEC) は A License as Expert of Computerを意味する。

## 沿革
- 1986年12月 青森県知事より認可を受ける。当時の学校名は「専門学校アレックコンピュータ学院」。
- 1994年7月 校名を「専門学校アレック情報ビジネス学院」に変更。
- 2006年 内閣府から、青森県南地方では唯一の「八戸IT人材育成特区認定校」に指定。
- 2019年8月 「建築科」を学科として追加し、５学科となる。

## 学科
以下の科から構成されている。定員は各科30名であり、毎年100人前後の学生が入学する。
- ITエンジニア科
- 事務ビジネス科
- 医療事務･ドクターズクラーク科
- 公務員科
- 建築科

　５つの科、それぞれに『卒業基準検定』、『目標検定』が設けられている。年度内に実施されるいくつかの試験に挑戦していき、それに合格することで卒業基準を習得できるシステムである。日本漢字能力検定、基本情報技術者試験、情報検定、日商簿記、秘書技能検定、日商PC検定、コンピュータ会計能力検定、応用情報技術者試験など、身近で取り組みやすい検定から、合格率が低く難解な試験まで、各学生の習熟度に応じた形式である。
　八戸IT人材育成特区認定校となったことにより、ITエンジニア科に在学して校内で実施される午前試験免除試験に合格すれば、基本情報技術者試験の午前科目が免除される。
大学編入制度にも対応しているため、卒業してからの大学編入も可能である。